# 特羅夏 (丘德尼夫區)
49°54′18″N 28°5′4″E / 49.90500°N 28.08444°E
特羅夏（烏克蘭語：Троща）是位於烏克蘭北部日托米爾州裏日托米爾區的村莊，始建於1585年，面積4.55平方公里，海拔高度257米，2001年人口956，人口密度每平方公里210.25人。